# マリー・キンスキー
マリー・アグラーエ・ボナフェントゥラ・テレジア・キンスキー・フォン・ヴヒニッツ・ウント・テッタウ（独:Marie Aglaë Bonaventura Theresia Gräfin Kinsky von Wchinitz und Tettau, 1940年4月14日 - 2021年8月21日）は、リヒテンシュタイン公ハンス・アダム2世の妻。
公式称号はリヒテンシュタイン公夫人、トロッパウ公爵夫人、イェーゲンドルフ公爵夫人およびリートベルク伯爵夫人（Fürstin von und zu Liechtenstein, Herzogin von Troppau und Jägerndorf, Gräfin zu Rietberg）。チェコ語名はマリエ・キンスカー・ゼ・ヴヒニッツ・ア・テトヴァ（Marie Kinská ze Vchynic a Tetova）。

## 略歴
ボヘミアの上級貴族キンスキー・フォン・ヴヒニッツ・ウント・テッタウ侯爵家の一員であるフェルディナント・カール・キンスキー伯爵とその妻のレーデブル＝ヴィーヒェルン伯爵夫人ヘンリエッテの間の第4子、次女として、ドイツ第三帝国の属領ベーメン・メーレン保護領の首都であるプラハに生まれた。1945年に家族とともに西ドイツに亡命し、バーデン＝ヴュルテンベルク州のヴァルト女子修道院（Kloster Wald）の経営する女子寄宿学校で育った。1957年以降、イングランドやパリに留学して英語とフランス語をマスターしている。
ダッハウの印刷会社で働いていた1965年、リヒテンシュタイン公フランツ・ヨーゼフ2世の長男ハンス・アダムと婚約した。1967年7月30日にファドゥーツにおいてハンス・アダムと結婚し、間に三男一女の4人の子供をもうけた。1989年の夫の即位に伴って公妃となり、リヒテンシュタインの赤十字社と特別支援教育推進組織の総裁を務めていた。
2021年8月18日に脳卒中となり、3日後の8月21日にスイスのグラープスの病院にて81歳で薨去。

## 子女
- アロイス・フィリップ・マリア（1968年 - ）  - リヒテンシュタイン公世子
- マクシミリアン・ニコラウス・マリア（1969年 - ）
- コンスタンティン・フェルディナント・マリア（1972年 - 2023年12月5日 ）

- タティアナ・ノーラ・マリア（1973年 - ）